# George Carteret
George Carteret (1610 circa – 14 gennaio 1680) è stato un militare britannico.
Fu uno dei fondatori della Provincia della Carolina.

## Gli inizi
George Carteret nacque attorno al 1610 da Elias de Carteret e da Elizabeth Dumaresq. Dei suoi primi trent'anni non si sa molto, se non che fin da giovane si imbarcò per intraprendere la carriera di militare. Nel 1640 rimase orfano di entrambi i genitori ed in quell'occasione elise il "De" dal proprio cognome ritenendo che avesse un suono troppo francese. Sempre nello stesso anno, in maggio si sposò con la propria cugina, Elizabeth de Carteret a Mont Orgueil a Jersey, isola natale della madre. Insieme ebbero un figlio di cui si ha notizia:
- Philip Carteret (1641-1672), morto in un naufragio durante la Battaglia di Solebay del 28 maggio 1672.

Nel 1641 George fu nominato Third Sea Lord.

## Custode del principe
Quando nel 1642 scoppiò la Guerra civile inglese George lasciò la marina ed insieme alla moglie ed al figlio si ritirò a Jersey, il suo isolamento tuttavia fu breve tanto che poco tempo dopo tornò in servizio schierandosi dalla parte dei realisti. Nel 1645, quando fu piuttosto chiaro che Carlo I d'Inghilterra sarebbe stato sconfitto George, su richiesta del re, prese con sé il quindicenne e futuro Carlo II d'Inghilterra e lo portò a Jersey insieme ad altri nobili bisognosi di protezione. Questo fu possibile in virtù della carica di balivo che ricopriva sull'isola, incarico iniziato nel 1643 e che terminerà solo nel 1651. George difese l'isola dall'attacco dei seguaci di Oliver Cromwell, che raccoglieva un seguito anche fra gli isolani, e il castello di Elizabeth fu uno degli ultimi avamposti ad arrendersi ai repubblicani.
Il 30 gennaio 1649 Carlo I fu giustiziato e il 17 febbraio suo figlio venne proclamato re a Saint Helier, sempre a Jersey, gesto dovuto al fatto che l'isola era stata la prima parte del regno ad acclamarlo come nuovo monarca. Il 1651 vide la totale disfatta dell'esercito realista a seguito di due pesanti sconfitte militari, la Battaglia di Dunbar e la Battaglia di Worcester. In ottobre il re fuggì in Normandia e lì rimase fino al 1657 anno in cui fu catturato e spedito in esilio a Venezia.

## La ricompensa
Il 1660 sembrò volgere al meglio per i realisti. Richard Cromwell, figlio del defunto Oliver, non ebbe le capacità per tenere insieme i repubblicani e in quell'anno scappò dall'Inghilterra perché coperto dai debiti. George quindi, che aveva contribuito alla fuga di Carlo II, fu tra i primi ad organizzare il suo trionfante rientro che avvenne in primavera e che culminò con la sua incoronazione il 29 maggio 1660. La devozione di George fu ricompensata con la nomina a membro del Consiglio privato di sua maestà, formalizzata il 30 maggio, divenne anche vice-ciambellano d'Inghilterra e non da ultimo fu nominato Tresurer of the Navy un incarico che lo rendeva responsabile delle finanze della Marina Reale carica questa che mantenne fino al 1667. Il re doveva molto a George e tenne sempre in gran conto le sue opinioni ed i suoi consigli.
Come molti altri inglesi George mostrò ben presto un grande interesse per le nascenti colonie americane e come riconoscimento per l'aiuto datogli durante il suo esilio a Jersey il re gli donò una grande concessione di territorio nelle colonie che egli battezzò New Jersey. Insieme a John Berkeley, I barone Berkeley di Stratton divenne poi uno dei più grandi possidenti nella neonata Provincia della Carolina fondata nel 1663. La sua influenza sulle colonie è ancora visibile nella toponomastica americana, la Contea di Carteret in Carolina del Nord, la città di Carteret (New Jersey) sono riconducibili a lui.
Nel 1665 George insieme a Berkeley concessero la libertà di religione nel New Jersey.

## Gli ultimi anni
Nel 1669 George fu accusato di appropriazione indebita nella sua qualità di Vice-Ciambellano e venne espulso dalla Camera dei Comuni in cui era entrato nel 1661 come rappresentante di Portsmouth. L'inchiesta contro di lui cadde poco dopo con l'assoluzione concessagli dalla Camera dei Lord e con il pronunciamento di un discorso in suo favore da parte del sovrano. Nel 1673 divenne membro dell'Ammiragliato (Regno Unito) e lì rimase fino alla morte sopravvenuta il 14 gennaio 1680.
Il titolo di Barone Carteret che il sovrano voleva donargli arrivò troppo tardi ed andò quindi a suo nipote, George Carteret, I barone Carteret (1669 presunto-22 settembre 1695).